# Siniša Mihajlović
Siniša Mihajlović (wym. [s̪ǐniʃa mixǎjɫɔʋit͡ɕ]; cyr. Синиша Михајловић, ur. 20 lutego 1969 w Vukovarze, zm. 16 grudnia 2022 w Rzymie) – serbski piłkarz, występujący na pozycji obrońcy oraz trener piłkarski. Specjalista od wykonywania rzutów wolnych, z których zdobył zdecydowaną większość strzelonych przez siebie goli.

## Kariera klubowa
Treningi piłkarskie rozpoczął w NK Borovo, niewielkim klubie z dzielnicy Borovo Naselje w swoim rodzinnym mieście. Niebywały talent i szybko czynione postępy spowodowały zainteresowanie jego osobą czołowych klubów byłej Jugosławii. Jako pierwsze zgłosiło się Dinamo Zagrzeb, dwukrotnie zapraszając go na testy, a następnie składając propozycję transferu. Mihajlović jednak tę ofertę odrzucił, bowiem Dinamo postawiło kilka warunków, których nie mógł on zaakceptować. W 1988 r. podjął natomiast decyzję o przenosinach do Vojvodiny Nowy Sad, budującej drużynę opartą na młodych talentach, z którą w sezonie 1988/89 niespodziewanie zdobył mistrzostwo kraju. Pod koniec 1990 r. został zawodnikiem słynnej Crvenej Zvezdy Belgrad, z którą w edycji 1990/91 wywalczył Puchar Europy Mistrzów Krajowych. W 1992 r. przeniósł się do Włoch, gdzie grał do zakończenia kariery zawodniczej w 2006 r. Na początku był graczem AS Roma, jednak w 1994 r. zmienił barwy na Sampdorię. W 1998 r. przeszedł do S.S. Lazio, z którym wywalczył Puchar Zdobywców Pucharów (1999) i mistrzostwo Włoch (2000). Latem 2004 r. został zwolniony z rzymskiego klubu i dołączył na zasadzie wolnego transferu do kadry Interu Mediolan, trenowanego przez kolegę Mihajlovicia z boiska, Roberto Manciniego. Wraz z Interem Siniša zdobył w 2005 r. Puchar Włoch, ten sukces powtórzył rok później i zakończył piłkarską karierę. Mihajlović jest rekordzistą Serie A w liczbie zdobytych goli bezpośrednio z rzutów wolnych – w ciągu 14 lat zdobył 27 takich bramek.

## Kariera w reprezentacji
W reprezentacji Serbii i Czarnogóry Mihajlović zagrał 63 razy i zdobył 10 bramek. 62 z tych występów zaliczył w reprezentacji Jugosławii, z którą wystąpił na Mistrzostwach Świata 1998 oraz Mistrzostwach Europy 2000.

## Kariera trenerska
Po zakończeniu kariery nie opuścił Mediolanu i w latach 2006–2008 był asystentem Roberto Manciniego. Od 3 listopada 2008 do 14 kwietnia 2009 był szkoleniowcem Bologny. 8 grudnia 2009 został trenerem Catanii, a w czerwcu 2010 r. – Fiorentiny. 7 listopada 2011 zwolniono go z tej funkcji. 21 maja 2012 objął posadę selekcjonera piłkarskiej reprezentacji Serbii. W latach 2013–2015 był szkoleniowcem Sampdorii. W lipcu 2015 został trenerem A.C. Milan, a 12 kwietnia 2016 zwolniono go z tej funkcji. 25 maja 2016 został trenerem Torino FC. Pod koniec stycznia 2019 ponownie został trenerem Bologny.
Zmarł 16 grudnia 2022 w Rzymie z powodu białaczki. 20 grudnia 2022 po mszy świętej w Bazylice Matki Bożej Anielskiej i Męczenników, został pochowany na rzymskim cmentarzu Campo Verano. 